# Льяньо, Франсиско
Франциско Льяньо Фернандес (исп. Francisco Liaño Fernández род. 16 ноября 1964, Сантандер) — испанский футболист.

## Карьера

### Расинг
Льяньо родился в Сантандере, Кантабрия, и начал свою футбольную карьеру в родном клубе «Расинг де Сантандер», где он дебютировал в первой команде и Ла Лиге 9 сентября 1984 года. Он провел в клубе шесть сезонов, последовательно поддерживая двух своих товарищей по молодежной команде, Педро Альбу и Хосе Марию Себальоса.
В своем последнем сезоне в составе «Расинга» в 1989-90 годах, когда команда выступала во втором дивизионе, Льяньо сыграл лишь один раз в чемпионате и был также выведен в лигу. Затем он перешел в другой клуб третьего уровня, «Сестао Спорт Клуб», где выиграл свой первый трофей Рикардо Саморы, пропустив всего 28 голов в 38 матчах, в которых команда заняла восьмое место.

### Депортиво
Льяньо подписал контракт с ФК «Депортиво де Ла-Корунья» летом 1991 года. Первоначально он был дублером Хуана Каналеса, но последний получил травму перед началом сезона, и Льяньо сыграл в первых десяти матчах сезона. В конце сезона оба получили травмы, в результате чего Йосу[кто?] был переведен в стартовый состав на 11 матчей.
Хотя Каналес вернулся, чтобы закончить сезон под первым номером, он снова получил травму перед началом сезона 1992-93, что дало Льяньо еще один шанс в первой команде. Теперь выступления команды были таковы, что он больше не терял своего статуса, выиграв два раза подряд трофей Саморы, когда «Депортиво» впервые в своей истории квалифицировался в Кубок УЕФА, заняв третье место. В следующем году он установил рекорд первого дивизиона, пропустив всего 18 голов в 38 матчах — самое низкое соотношение голов к количеству игр в истории лиги (наряду с Облаком 15/16) — и выиграл свой второй индивидуальный трофей, но галисийцы заняли второе место, уступив «Барселоне» по разнице мячей.
Льяньо пропустил три месяца сезона 1994-95 из-за травмы, но он смог помочь «Депортиво» выиграть Копа дель Рей, первый трофей в истории клуба. Джон Тошак, назначенный новым менеджером «Депортиво» на сезон 1995-96, сначала выбрал в качестве вратаря Каналеса; но после того, как тот пропустил десять голов в первых семи матчах, валлийский тренер решил восстановить Льяньо, который закончил сезон в составе «Депортиво» на девятом месте.

### Последний год
После прихода Петра Коубы и Жака Сонго’о летом 1996 года 31-летний Льяньо перешел в «Спортинг де Хихон» по свободному трансферу. Он провел два сезона в астурийском клубе до ухода из команды, но сделал всего два выхода в лигу, будучи заблокированным Хуаном Карлосом Абланедо.